# Alejandro Crespo y Cassaus
Alejandro Crespo y Cassaus fue un sacerdote y político peruano. 
Nació en Yaguachi, provincia de Guayaquil. Hijo legítimo de Mariano Crespo-Lozano y Palacios y de Ana Cassaus-Lasso y Montesdeoca, guayaquileños. Se educó en el Colegio de San Ignacio que los jesuitas tenían en ese puerto y luego pasó al Seminario Mayor de Lima donde culminó sus estudios sacerdotales. Fue Cura Párroco de Chilla y Juez Eclesiástico de Pataz. En 1820 estaba de clérigo en Trujillo.
Fue miembro del Congreso Constituyente de 1822 por el departamento de La Libertad. Dicho congreso constituyente fue el que elaboró la primera constitución política del país.